# SJ Z65
Die Baureihe Z65 ist eine schwedische Kleindiesellokomotive.

## Geschichte
Mitte der 1950er Jahre beschlossen Statens Järnvägar, Kleindiesellokomotiven der Reihe Z65 zu beschaffen, um kostengünstig Rangierbetrieb in größeren Bahnhöfen und die Beförderung von kurzen Übergabegüterzügen in ganz Schweden durchführen zu können. Die Lokomotiven wurden bei Kalmar Verkstad mit Rolls-Royce-Motoren (265 kW), Saab-Scania DFI-14- und Scania-Vabis-Motoren vom Typ DF-14 (270 kW) sowie Cummins-Motoren Typ KT1150L (280 kW) ausgerüstet. Jeweils zwei Lokomotiven sind miteinander fernsteuerbar.
Die Lokomotiven hatten ein Farbschema in Dunkelblau, Rot und Weiß, ähnlich der Baureihe T43. In den 1970er Jahren wurden die Lokomotiven in der üblichen Farbe der SJ, Orange, lackiert.
In den 1990er Jahren wurden 50 Lokomotiven mit stärkeren Scania-Motoren und Funkfernsteuerung ausgerüstet und erhielten die Baureihenbezeichnung Z70. Weitere Lokomotiven erhielten einen Deutz-Motor KHDF12M716, behielten aber ihre Bezeichnung. Die Lokomotiven Z65 652 wurde mit einem Rolls-Royce C8TFL-MkIV-Motor als Z65 10 für die Kumla–Yxhults Järnväg gebaut und kam 1983 zu den SJ, Z65 700 folgte 1996 aus Smedjebacken.
In den letzten Jahren wurden die meisten der Lokomotiven bei anderen Gesellschaften eingesetzt, darunter bei TÅGAB, TGOJ und Inlandsbanan AB. Weitere wurden an Industriebetriebe abgegeben, einige wurden bereits verschrottet.

### Banverket
Ein Teil der Lokomotiven ging an Banverket über und wird unter der Bezeichnung DAL (übertragen:  Dieselarbeitslok) eingesetzt.